# Conilurus penicillatus
Conilurus penicillatus је врста глодара из породице мишева (Muridae).

## Распрострањење
Врста је присутна у Аустралији и Папуи Новој Гвинеји.

## Станиште
Станишта врсте су шуме, саване и травна вегетација. Врста је присутна на подручју острва Нова Гвинеја.

## Угроженост
Ова врста је на нижем степену опасности од изумирања, и сматра се скоро угроженим таксоном.